# Борская войлочная фабрика
Борская войлочная фабрика — российская валяльно-войлочная фабрика, градообразующее предприятие рабочего посёлка Неклюдово, выпускает технический войлок, войлочные детали и товары народного потребления из войлока.
Основана в 1932 году, на момент пуска являлась крупнейшей в СССР механизированной фабрикой по изготовлению войлока.